# Kanton Saint-Amans-Soult
Kanton Saint-Amans-Soult (francouzsky Canton de Saint-Amans-Soult) je francouzský kanton v departementu Tarn v regionu Midi-Pyrénées. Tvoří ho osm obcí.

## Obce kantonu
- Albine
- Bout-du-Pont-de-Larn
- Labastide-Rouairoux
- Lacabarède
- Rouairoux
- Saint-Amans-Soult
- Saint-Amans-Valtoret
- Sauveterre